# Dalü
Dalü (chinesisch 大捋, Pinyin dàlǚ – „Großes Ziehen“) bedeutet das „große Ziehen“ (an den Armen) und ist die Bezeichnung für die zweite Stufe der Partnerübungen im Taijiquan.
Dalü bezeichnet in erster Linie eine Form der Tuishou, die in die vier Ecken und vier Zwischenhimmelsrichtungen ausgeführt wird. Auch hier gibt es vier Grundtechniken, die vier oder acht Trigrammen zugeordnet werden (Shisanshi und Bagua). Die vier Grundtechniken sind Cai - ziehen (采,  cǎi), Lie - spalten (挒,  liè), Zhou - der Ellenbogenstoß / mit dem Ellbogen stoßen (肘,  zhǒu) und Kao - der Schulterstoß / mit dem Schulter stoßen (靠,  kào).
Man unterscheidet zwei Arten des Dalü. Bei der einen sind Bewegungen und Richtungen festgelegt, die andere lässt freien Umgang mit Bewegungen und Richtungen zu. Diese Übung geht über die kreisenden Bewegungen der Tuishou hinaus, denn beide Partner lernen, mit bestimmten Bewegungen auf andere zu reagieren.